# 3116 Goodricke
3116 Goodricke è un asteroide della fascia principale. Scoperto nel 1983, presenta un'orbita caratterizzata da un semiasse maggiore pari a 2,2279000 UA e da un'eccentricità di 0,2006000, inclinata di 5,46764° rispetto all'eclittica.
L'asteroide è dedicato all'astronomo anglo-olandese John Goodricke.